# Royal Revolt 2
Royal Revolt 2 es un videojuego de estrategia con gráficos en 3D desarrollado para dispositivos Android, iOS y Windows. Es la secuela de Royal Revolt.
- Datos: Q17652035